# Болотяне тіло з Віндебі

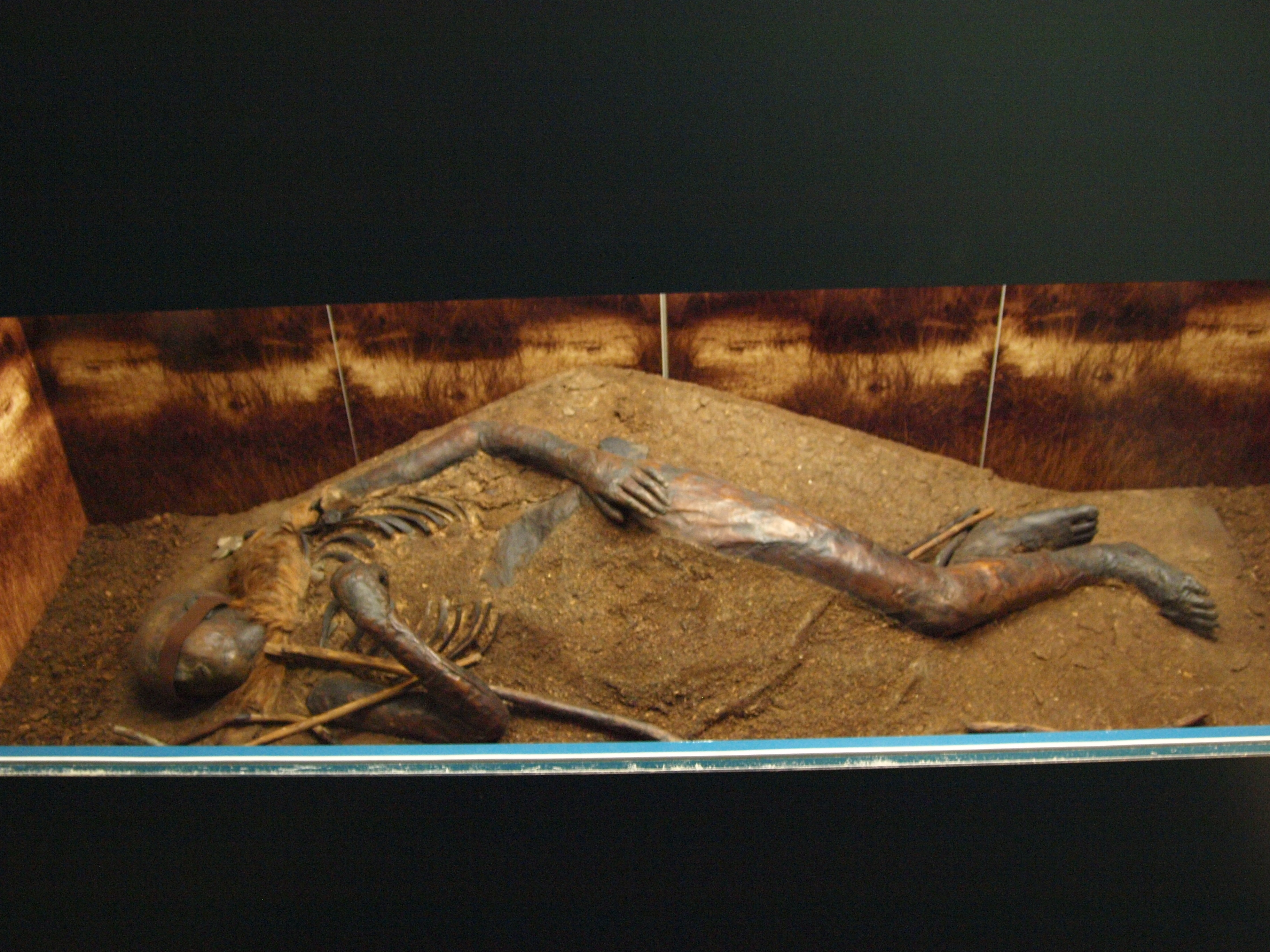
Windeby I

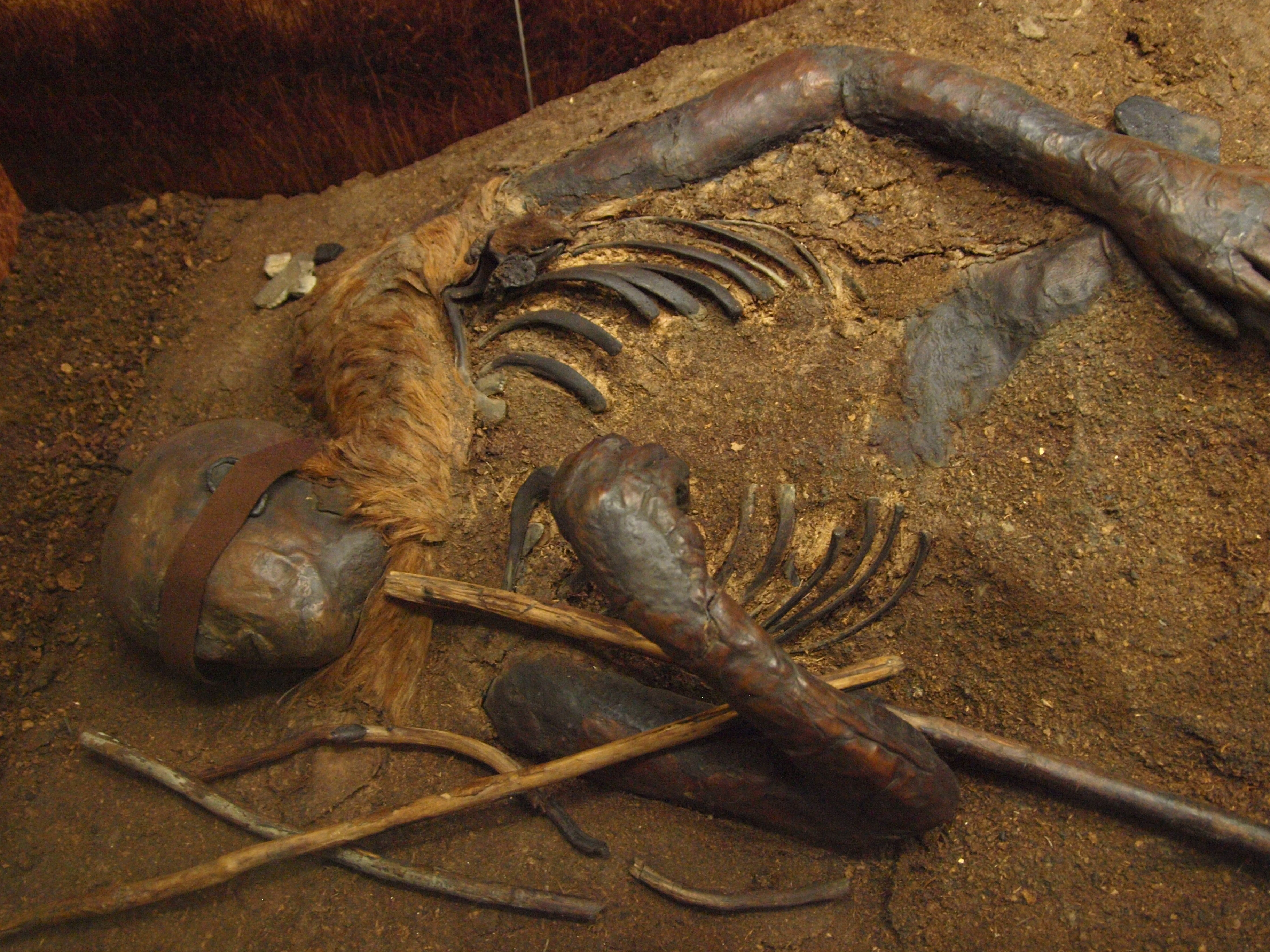

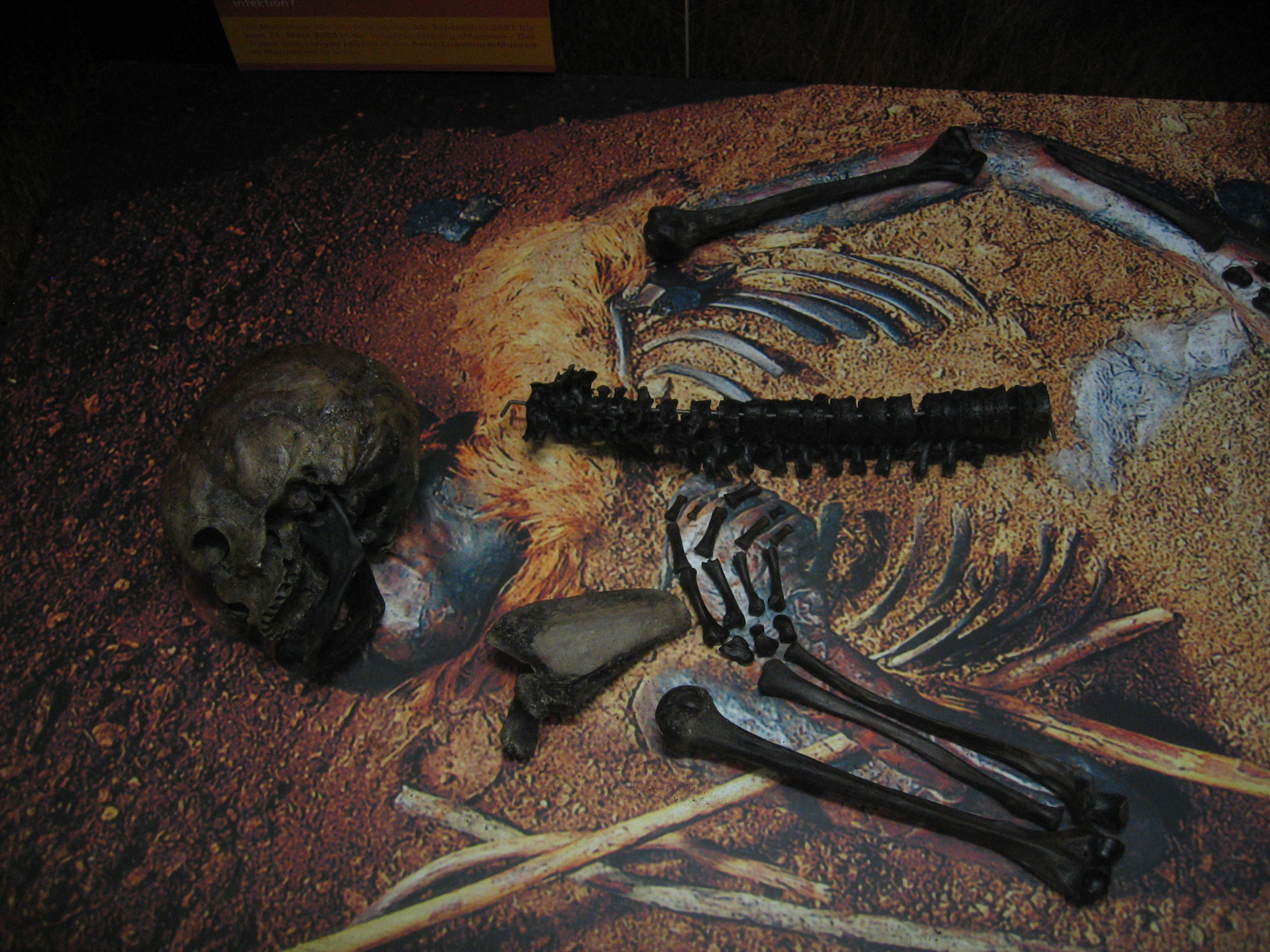

Болотяне тіло з Віндебі (нім. Moorleiche von Windeby) — таку назву отримало добре збережене тіло підлітка[недоступне посилання з серпня 2019], що було знайдене в торф'яному болоті на півночі Німеччини. Раніше вважалося, що труп належав дівчинці, тому протягом довгого часу знахідку називали дівчинка з Віндебі (нім. Mädchen von Windeby).